# 红卫街道
红卫街道，是中华人民共和国湖北省十堰市张湾区下辖的一个乡镇级行政单位。

## 行政区划
红卫街道下辖以下地区：
王湾（王湾村）社区、周家沟社区、燕沟社区、动力新村社区、界牌（界牌村）社区、袁家沟社区、曾家村、石桥村、炉子村和牛场村。